# 109 Pułk Grenadierów (Cesarstwo Niemieckie)
109 Badeński Przyboczny Pułk Grenadierów (niem. 1. Badisches Leib-Grenadier-Regiment Nr. 109)  – pułk piechoty niemieckiej okresu Cesarstwa Niemieckiego.
Pułk został sformowany 23 marca 1803. Stacjonował w Karlsruhe . Wchodził w skład XIV Korpusu Armijnego . Barwą pułku był biały.
W wyniku mobilizacji, w sierpniu 1914 pułk osiągnął gotowość bojową i w składzie 55 Brygady Piechoty 28 Dywizji został wysłany na front zachodni.

## Bibliografia

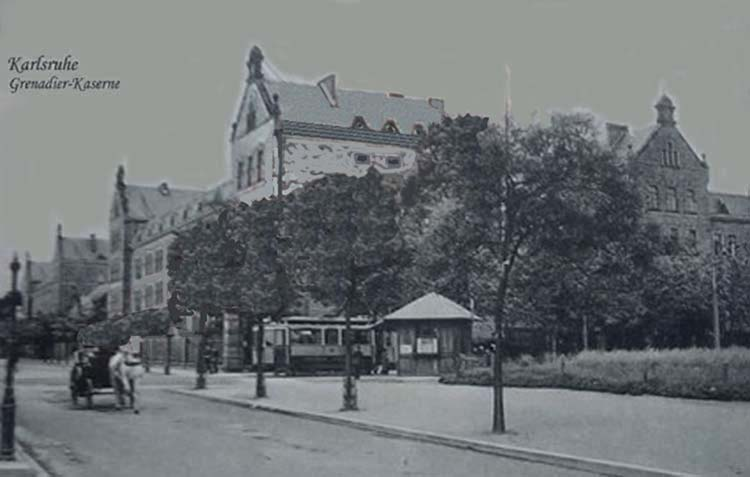
Koszary pułku